# Sân bay Thành Sơn
Sân bay Thành Sơn hay căn cứ không quân Phan Rang là một sân bay quân sự cấp 1, là sân bay quan trọng của Không quân Nhân dân Việt Nam nằm ở thành phố Phan Rang – Tháp Chàm, tỉnh Ninh Thuận, cách di tích Tháp Chàm Pô Klong Giarai chỉ vài cây số theo đường chim bay, cách quần đảo Trường Sa 600 km về phía Tây.
Đây cũng từng là căn cứ không quân quan trọng của Quân lực Việt Nam Cộng Hòa và Không lực Hoa Kỳ trong thời kỳ Chiến tranh Việt Nam. Tại đây, ngày 28 tháng 4 năm 1975, Phi đội Quyết Thắng, một phi đội gồm các phi công Không quân Nhân dân Việt Nam, đã sử dụng máy bay ném bom A-37 Dragonfly thu được của Không lực Việt Nam Cộng hòa để ném bom vào sân bay Tân Sơn Nhất.
Sau năm 1975, Không quân Nhân dân Việt Nam đã tiếp quản căn cứ này và hiện đang sử dụng cho mục đích quân sự.

## Hình thành
Trong thời kỳ Thế Chiến 2, sau khi xâm nhập Đông Dương, quân đội Đế quốc Nhật Bản đã xây dựng sân bay này như một sân bay dã chiến bằng đất, được sử dụng cho các phi vụ ném bom và trinh sát. Vào cuối những năm 1940 và đầu những năm 1950, Quân đội Pháp đã cho mở rộng thêm quy mô sân bay với đường băng dài 3500 bộ (feet). Đường băng của sân bay đã bắt đầu được lát bêtông, để có thể sử dụng cho những loại máy bay vận tải hạng trung.

## Vai trò trong Chiến tranh Việt Nam
Khi Chiến tranh Việt Nam mở rộng quy mô, kéo thêm sự can thiệp quân sự của Hoa Kỳ vào Việt Nam, năm 1966, Bộ chỉ huy Viện trợ Quân sự Mỹ tại Việt Nam đã quyết định mở rộng sân bay này để có thể phục vụ cho những đơn vị máy bay phản lực và trực thăng Hoa Kỳ và Việt Nam Cộng Hòa sẵn sàng tham chiến.
Sau khi quân Mỹ rút khỏi Việt Nam theo những điều khoản của Hiệp định Paris 1973, căn cứ này được bàn giao lại cho Sư đoàn 6 Không lực Việt Nam Cộng hòa, thuộc quyền quản lý của Quân khu II.
Cuối tháng 3 năm 1975, toàn bộ Tây Nguyên, các tỉnh Phú Yên, Bình Định đều do các lực lượng của Quân đội Nhân dân Việt Nam và Quân Giải phóng Miền Nam Việt Nam chiếm giữ. Quân đoàn 1 Việt Nam Cộng hòa cũng bị tan rã hoàn toàn. Sức tiến công của Quân đội Nhân dân Việt Nam và Quân Giải phóng Miền Nam Việt Nam đã gia tăng mạnh mẽ lên các tỉnh còn lại của Quân khu II Việt Nam Cộng hòa, ngày 1 tháng 4 năm 1975, Thiếu tướng Phạm Văn Phú và các sĩ quan của Bộ Tư lệnh Quân đoàn 2 đã di chuyển về đóng tại căn cứ Phan Rang để chuẩn bị cho việc giải thể toàn bộ quân đoàn 2 và bàn giao địa bàn cho quân đoàn 3. Ngày 3 tháng 4 năm 1975, Quân đoàn 2 và Quân khu 2 Việt Nam Cộng hòa chính thức bị xóa sổ.
Nhằm cứu vãn tình thế, Tổng thống Nguyễn Văn Thiệu đã ra lệnh thành lập phòng tuyến Phan Rang để ngăn chặn đà tiến của Quân đội Nhân dân Việt Nam và Quân Giải phóng Miền Nam Việt Nam. Ngày 4 tháng 4 năm 1975, Bộ Tư lệnh Tiền phương Quân đoàn 3 được thành lập tại căn cứ Không quân Phan Rang do Trung tướng Nguyễn Vĩnh Nghi giữ chức Tư lệnh Tiền phương, kiêm chỉ huy trưởng Mặt trận Phan Rang. Tuy nhiên, đến ngày 16 tháng 4 thì Phan Rang thất thủ. Căn cứ Thành Sơn rơi vào tay Quân đội Nhân dân Việt Nam và Quân Giải phóng Miền Nam Việt Nam. Trung tướng Nguyễn Vĩnh Nghi và Chuẩn tướng Phạm Ngọc Sang, Tư lệnh Sư đoàn 6 Không quân, phụ trách căn cứ Không quân Phan Rang đều bị bắt sống.

## Phi đội Quyết thắng và Trung đoàn Không quân chiến đấu 937
Sau khi chiếm được một số căn cứ không quân của Việt Nam Cộng hòa, Đại tướng Võ Nguyên Giáp đã chỉ thị cho Bộ Tư lệnh Phòng không - Không quân cử ngay phi công và nhân viên kỹ thuật vào sân bay Đà Nẵng tiếp nhận máy bay và tiếp thu kỹ thuật để sử dụng loại máy bay chiến lợi phẩm vừa thu được, chuẩn bị sử dụng một phi đội A-37 sẵn sàng nhận lệnh xuất kích do Bộ Tư lệnh chiến dịch sẽ ra lệnh trực tiếp.
Với sự giúp đỡ của phi công Nguyễn Thành Trung và sự hợp tác 2 sĩ quan Không lực Việt Nam Cộng hòa là Trần Văn On và Nguyễn Ngọc Xanh, các máy bay A-37 chiến lợi phẩm được kiểm tra và chọn ra 5 chiếc để tham gia chiến dịch (gồm 2 chiếc phục hồi từ sân bay Đà Nẵng và 3 chiếc phục hồi từ sân bay Phù Cát), đồng thời, hỗ trợ bốn phi công MiG-17 thuộc Trung đoàn 923 Không quân Nhân dân Việt Nam được lựa chọn để lái chuyển loại là Nguyễn Văn Lục, Từ Đễ, Hán Văn Quảng và Hoàng Mai Vượng. Sau 5 ngày huấn luyện, ngày 26 tháng 4 năm 1975, toàn bộ các phi công và máy bay đã được tập kết tại sân bay Thành Sơn. Tại đây, ngày 28 tháng 4, Phi đội Quyết thắng được thành lập, gồm 6 phi công Nguyễn Thành Trung, Nguyễn Văn Lục, Từ Đễ, Hán Văn Quảng, Hoàng Mai Vượng và Trần Văn On. Ngay trong hôm đó, phi đội cất cánh và ném bom vào sân bây Tân Sơn Nhất, phá hủy nhiều máy bay tại đây, gây hoang mang cho những lực lượng chiến đấu và những người di tản tại đây.
Sau khi thống nhất, Phi đội Quyết thắng được giải thể, tuy nhiên các phi công được giao nhiệm vụ tiếp nhận và kiểm tra các máy bay chiến lợi phẩm. Ngày 21 tháng 5 năm 1975, Bộ Quốc phòng đã quyết định thành lập 2 trung đoàn trực thăng 917 và 918, và 2 trung đoàn máy bay chiến đấu 935 và 937.
Căn cứ Thành Sơn ban đầu chỉ là nơi huấn luyện và sử dụng các máy bay chiến lợi phẩm F-5E TigerII và A-37 Dragonfly. Sau khi các loại máy bay này hết hạn sử dụng và thải hồi, một thời gian căn cứ chuyển sang sử dụng loại máy bay L-39 Albatros chỉ dùng cho huấn luyện.
Cuối thập niên 1980, trung đoàn 937 được chuyển căn cứ từ Cần Thơ về Thành Sơn và tiếp nhận những máy bay Su-27SK/UB đầu tiên của Việt Nam. Các phi công đầu tiên gồm:
- Nguyễn Đức Soát
- Võ Văn Tuấn
- Nguyễn Văn Phượng
- Nguyễn Văn Thận
- Trần Văn Thi
- Đỗ Văn Đức
- Phạm Hồng Dương
- Hoàng Bá Tâm
-...
Tuy nhiên, đến cuối thập niên 1990, các máy bay Su-27 được chuyển thuộc về trung đoàn 935 đóng tại Biên Hòa. Trung đoàn được lệnh tiếp nhận các máy bay Su-22M4 và Su-22UM3K mua lại từ Ba Lan và sử dụng cho đến ngày nay.
Căn cứ không quân Thành Sơn là căn cứ chính của Trung đoàn 937 (còn gọi là Đoàn C37). Trung đoàn trưởng cũng là chỉ huy trưởng của căn cứ. Ngoài các phi công chiến đấu, căn cứ còn có một tiểu đoàn căn cứ, làm nhiệm vụ bảo vệ, hậu cần sân bay và bảo dưỡng, sửa chữa kỹ thuật, quân số xấp xỉ khoảng 1.000 người.
Trước tình hình xuống cấp của các máy bay đời cũ, chính phủ Việt Nam đã có ý định trang bị các máy bay mới cho lực lượng Không quân Nhân dân Việt Nam. Căn cứ không quân Phan Rang và Trung đoàn Không quân chiến đấu 937 cũng nằm trong đề xuất trang bị, nhằm mục tiêu hỗ trợ các việc phòng thủ và kiểm soát biển tại Biển Đông và Trường Sa.

## Đề xuất lập cảng hàng không dân dụng
Tháng 10/2020, UBND tỉnh Ninh Thuận đã gửi công văn cho Thủ tướng chính phủ đề xuất khảo sát, bổ sung lập quy hoạch cảng hàng không Thành Sơn vào Quy hoạch phát triển hệ thống cảng hàng không, sân bay toàn quốc giai đoạn 2021-2030... Sau đó, Đoàn ĐBQH tỉnh Ninh Thuận tiếp tục gửi kiến nghị của cử tri Ninh Thuận, đề nghị chính phủ xem xét, chấp thuận chủ trương bổ sung quy hoạch sân bay Thành Sơn thành cảng hàng không nội địa, kết hợp phục vụ quân sự. Văn phòng Chính phủ Việt Nam chuyển Bộ Giao thông Vận tải xem xét giải quyết theo thẩm quyền đối với đề xuất của UBND tỉnh Ninh Thuận. Bộ GTVT đề nghị UBND tỉnh Ninh Thuận chỉ đạo các cơ quan liên quan nghiên cứu, tham gia ý kiến về hồ sơ quy hoạch để bảo đảm phù hợp với nhu cầu vận tải, mục tiêu và định hướng phát triển kinh tế - xã hội của địa phương.
Tại buổi làm việc với Phó thủ tướng Trịnh Đình Dũng vào ngày 07/04/2021, UBND tỉnh Ninh Thuận tiếp tục kiến nghị bổ sung quy hoạch cảng hàng không dân dụng Thành Sơn (sân bay lưỡng dụng). Phó Thủ tướng giao Bộ GTVT chủ trì, phối hợp với Bộ Quốc phòng, các Bộ, cơ quan liên quan nghiên cứu trong quá trình lập Quy hoạch tổng thể phát triển hệ thống cảng hàng không. Sau khi có kết luận trên của Phó Thủ tướng, UBND tỉnh Ninh Thuận đã giao Sở GTVT tỉnh phối hợp các đơn vị liên quan chủ động làm việc với các đơn vị thuộc Bộ GTVT, Bộ Quốc phòng trong quá trình lập Quy hoạch để đề xuất bổ sung quy hoạch cảng hàng không dân dụng Thành Sơn; thực hiện trong tháng 4/2021..